# شرطی‌شدن فعال

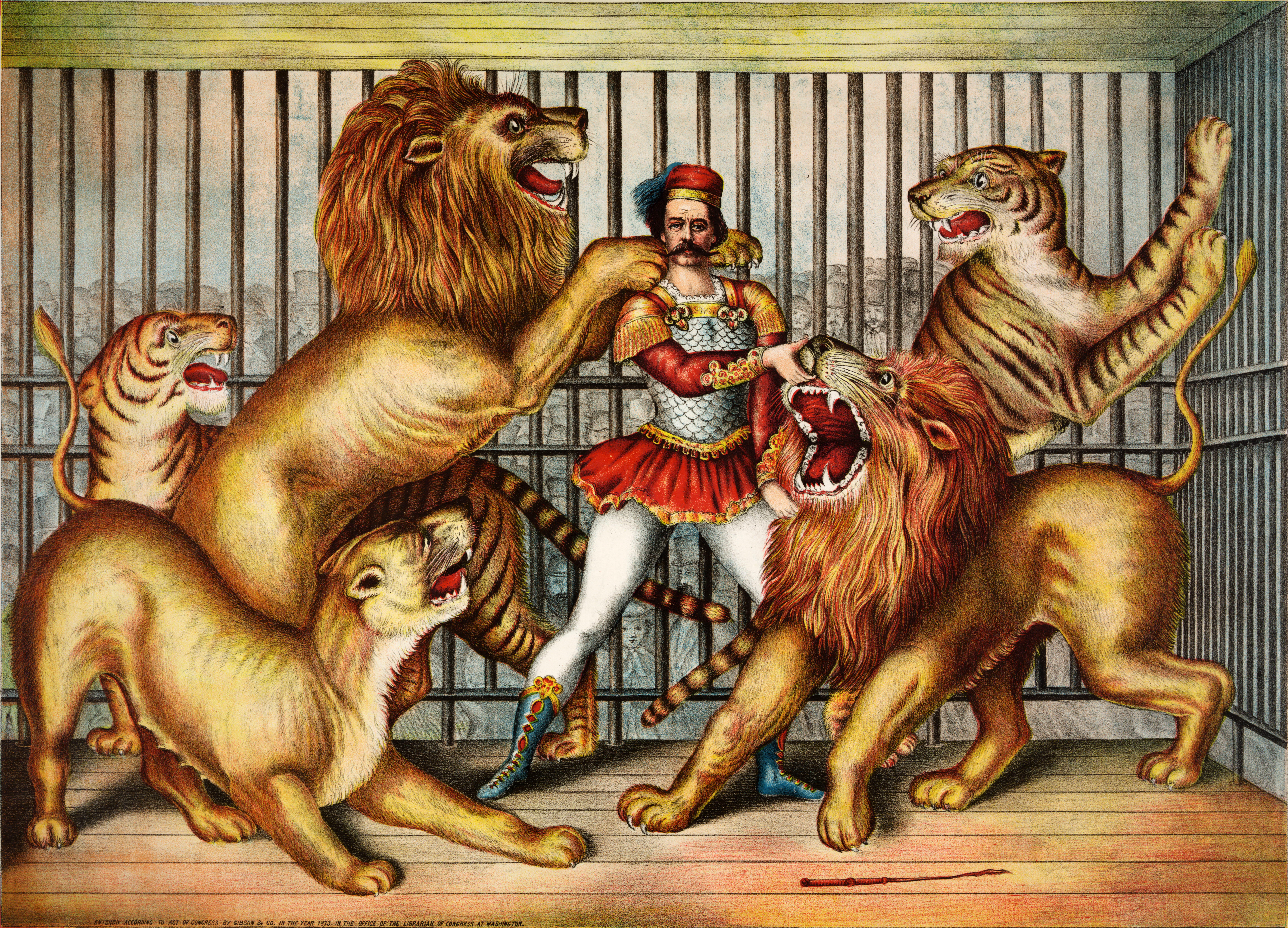
گردانندگان سیرکها، از طریق شرطی‌شدن فعال، به شکل‌دهی رفتار حیوانات می‌پردازند. (حکاکی سنگی از گیبسون و کو، ۱۸۷۳)

شرطی‌شدن فعال (نام‌های دیگر: سامه سازی کنش‌گر، سامه سازی ابزاری، شرطی‌شدن نوع II، آزمون و خطا) یک نوع یادگیری همخوان یا تداعی است. در شرطی‌شدن فعال، جانور یادمی‌گیرد که بین یکی از رفتارهای خودش، با یک پاداش یا تنبیه ارتباط برقرار کند.
علت اینکه این رفتار را جزو رفتارهای شرطی شدن در نظر می‌گیرند، این است که در طی آن یک محرک بی اثر (محرکی که جانور به‌طور طبیعی نسبت به آن پاسخ رفتاری ایجاد نمی‌کند) در صورتی که منجر به دریافت یک پاداش یا تنبیه شود، مبدل به محرکی شرطی می‌شود و در واقع یعنی جانور به شرطی به آن واکنش نشان می‌دهد که در پی آن به محرک مؤثر از نوع پاداش یا تنبیه برسد. (و عملاً در اینجا نیز مانند شرطی شدن کلاسیک، همراه شدن محرک مؤثر و بی اثر مشاهده می‌شود)
برای مثال در جوجه‌های کاکایی مدتی پس از به دنیا آمدن و به دنبال کسب تجربه، (دقیق تر نوک زدن) که در دفعات اول به‌طور اتفاقی رخ می‌دهد و محرکی بی اثر است، به واسطهٔ اینکه جانور را به غذا (پاداش) بیشتری می‌رساند، مبدل به محرکی شرطی برای انجام این رفتار می‌شود. با پایداری و تکرار این رفتار، جانور یادمی‌گیرد که اگر این رفتار را انجام دهد (شرط) به پاداش بیشتری می‌رسد.
همچنین چون در این نوع شرطی شدن، جانور به دنبال دریافت پاداش یا جلوگیری از تنبیه شدن است و یعنی برخلاف شرطی شدن کلاسیک، به‌طور «هدفمند» انجام می‌شود؛ بنابراین برای این نوع شرطی شدن، صفت (فعال) را به کار می‌برند.
گردانندگان سیرک از مفهوم این نوع شرطی شدن برای نمایش سیرک با استفاده از جانوران بهره می‌برند. به این صورت که برای مثال شرط رسیدن به یک پاداش (مانند غذا) را پریدن از یک مانع، عبور از حلقهٔ آتش و یا… جلوه می‌دهند تا جانور این عمل را انجام دهد. همچنین از آنجا که این رفتار نوعی رفتار یادگیری است، پس توجه دارند که باید در تمرینات پیش از اجرا این شرط را به دفعات متعدد به جانور نشان دهند تا جانور این رفتار را تکرار و در حافظهٔ یادگیری اش پایدار کند و مبدل به یادگیری شود. با این کار، در زمان اجرا، گرداننده سیرک بدون اینکه پاداشی را به جانور نشان دهد و تنها با قرار دادن محرک شرطی شده (مثل حلقهٔ آتش یا …) در معرض دید او، منجر به صورت پذیرفتن رفتار نمایشی جانور می‌شود؛ چرا که اکنون محرک بی اثر مبدل به محرک شرطی شده‌است و جانور یادگرفته است که در صورت تحریک شدن توسط آن، به پاداش می‌رسد حتی اگر در واقعیت پاداشی وجود نداشته باشد. همچنین گردانندگان سیرک باید توجه داشته باشند که همواره در تمرینات حتی پس از ایجاد رفتار شرطی شدن فعال در جانور، پاداش یا تنبیه (محرک مؤثر) را به جانور نشان دهند و به همان دفعات اول اکتفا نکنند. در غیر این صورت، پس از مدتی و با تکرار بروز این رفتار، جانور در برابر محرک شرطی یادمی‌گیرد که رفتار خوگیری (عادی شدن) را بروز دهد چراکه دیگر علی‌رغم تکراری بودن آن محرک، سود یا زیانی را موجب نمی‌شود؛ بنابراین اگر به این نکته توجه نشود، باید دوباره از ابتدا رفتار شرطی شدن فعال مد نظر را در جانور ایجاد کنند.

## ثرندایک:قانون اثر

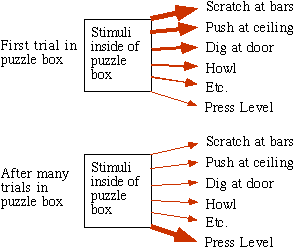
در ابتدا پاسخ‌های گربه عمدتاً غریزی بود؛ اما با گذشت زمان، پاسخ فشردن اهرم تقویت، و پاسخ‌های دیگر تضعیف شدند.

ادوارد لی ثرندایک، در اواخر قرن نوزدهم، از طریق آزمایش‌های معروف خود با گربه نشان داد که چگونه جانور به تدریج از طریق آزمایش و خطا یادمی‌گیرد. هنگامی که گربه در قفس‌های موسوم به جعبهٔ معما، قرار می‌گرفت، برای رسیدن به غذا رفتارهایی انجام می‌داد؛ ولی وقتی کوشش‌هایی منجر به غذا می‌شدند، میزان خطای حیوان کاهش می‌یافت تا جایی که بدون هیچ کوشش اضافی موفّق می‌شد به غذا دست یابد.
بنابراین وقتی پاداشی بلافاصله به دنبال یکی از رفتارها بیاید، یادگیری عمل قوی‌تر می‌شود. ثرندایک این نیرومند شدن را قانون اثر (به انگلیسی: Law of Effect) نامید.
این قانون بیان میکند که اگر یک کار احساس رضایت به برد بدهد با تکرار شرایط احتمالا آن رفتار مجددا بروز پیدا خواهد کرد و اگر احساس بدی به فرد بدهد احتمال بروز مجدد آن رفتار کم خواهد بود.

## اسکینر:جعبهٔ آزمون و خطا

جعبهٔ اسکینر

در آزمایش‌های برحاس فردریک اسکینر، موش یا کبوتری را در جعبه‌ای (جعبهٔ اسکینر) قرار می‌دادند. جعبه دارای اهرم‌های متفاوتی بود که موجب دریافت غذا یا آب؛ یا برعکس موجب شوک الکتریکی می‌شدند. حیوان در جعبه به اکتشاف دست می‌زد و گاهی تصادفاً میلهٔ تعبیه شده را فشار می‌داد.
تقویت یا پاداش هر فرایندی است که احتمال بروز یک رفتار خاص را افزایش دهد؛ خواه با ارائهٔ یک محرک دلخواه (تقویت مثبت) یا حذف یک محرک آزاردهنده (تقویت منفی).
تنبیه عکس تقویت است و عبارتست از هر فرایندی که باعث کاهش احتمال بروز یک رفتار می‌شود؛ خواه از طریق ارائهٔ یک محرک آزاردهنده یا حذف محرک خوش‌آیند.
با آزمون و خطا می‌توان به جانور یاد داد که در موقعیت خاص، رفتار مشخصی انجام دهد یا اینکه آن را انجام ندهد.پژوهش های اسکینر تقریبا به طور کامل به شرطی شدن نوع R یا همان شرطی شدن کنشگر اختصاص دارند. دو اصل کلی شرطی شدن نوع R عبارتند از: الف) هر پاسخی که با یک محرک تقویت کننده دنبال گردد تکرار می شود؛ ب) محرک تقویت کننده چیزی است که نرخ پاسخدهی را افزایش می دهد. تقویت کننده چیزی است که احتمال وقوع مجدد پاسخ را افزایش می دهد

## بریلندها:شکل‌دهی
بریلند و بریلند، نشان دادند که با تقویت پاسخ‌های موردنظر، می‌توان رفتار جانور را در جهت دلخواه شکل داد. البته به علت وجود محدودیت‌های زیست‌شناختی نمی‌توان هر رفتاری را در هر جانوری به وجود آورد.

## برنامه‌های تقویت
برنامه‌های تقویت نوع پاسخ‌دهی را تعیین می‌کنند. مهم‌ترین برنامه‌های تقویت عبارتند از:
- برنامهٔ نسبتی ثابت(FR): تقویت وابسته به تعداد پاسخ‌های جانور؛ تعداد پاسخ‌ها قابل پیش‌بینی.
- برنامهٔ نسبتی متغیر(VR): تقویت وابسته به تعداد پاسخ‌های جانور؛ تعداد پاسخ‌ها غیرقابل پیش‌بینی.
- برنامهٔ زمانی ثابت(FI): تقویت وابسته به زمانی معیّن.
- برنامهٔ زمانی متغیر(VI): تقویت وابسته به زمانی نامعیّن.[۱]
- هر عاملی که باعث رشد یا پیشرفت دانش آموز ( انسان ) در زمینه علمی، اخلاقی، رفتاری، فرهنگی، اجتماعی و ...بشود تقویت کننده نامیده می شود.
- تقویت مثبت و منفی اسکینر یکی از مفاهیم بسیار مهم روانشناسی در حوزه رفتار درمانی است. اگر نخواهیم خیلی تخصصی صحبت کنیم می توانیم به بیانی ساده بگوییم که هر نوع پاداش یا نتیجه ای که باعث شود رفتاری به دفعات تکرار شود یک تقویت کننده مثبت است. تقویت مثبت رفتاری است که در دیگری انگیزه ایجاد می کند و به او انرژی تکرار رفتاری را می دهد. اسکینر اعتقاد دارد که تقویت هر اتفاقی احتمال وقوع آن اتفاق را بالا می برد. به عنوان مثال اگر در یک آزمایش روانشناختی، یک موش اهرمی را فشار بدهد و غذا به او برسد کم کم درک می کند که فشار دادن آن اهرم با یک پیامد مثبت همراه است و این رفتار را تکرار می کند. اما اگر موش اهرم را فشار بدهد و شوک الکتریکی به او وارد شود، دیگر این کار را نمی کند چون می داند که این رفتار با درد همراه است.

## نظریهٔ پریماک در شرطی‌شدن فعال
طبق نظریهٔ پریماک(۱۹۵۹)، به جای آن‌که محرک‌ها را تقویت‌کننده‌هایی بدانیم که ارائهٔ آن‌ها موجب نیرومند شدن پاسخ شده و قبل از پاسخ باید ظاهر شوند، بهتر است تقویت‌کننده‌ها را، نوعی پاسخ یا فعالیت بدانیم. برای مثال پریماک معتقد است که در آزمایش اسکینر، قطعهٔ غذایی تقویت‌کننده نیست، بلکه خوردن غذا تقویت‌کننده‌است.
پریماک بر این باور است که برای هر جانور معین، یک سلسله مراتب تقویتی وجود دارد که در آن تقویت‌کننده‌های بالاتر، فعالیت‌هایی هستند که احتمال پرداختن جانور به آن‌ها بیش‌تر است.
اصل پریماک بیان می‌دارد که در مورد هر جانور معین، هر فعالیت در سلسله مراتب تقویتی می‌تواند با هر یک از فعالیت‌های بالاتر از آن تقویت شود؛ و به نوبهٔ خود می‌تواند فعالیت‌های پایین‌تر از خود را تقویت کند.

## مایر و سلیگمن:کنترل و عوامل شناختی
مایر و سلیگمن در آزمایش‌هایی(۱۹۷۶) مشابه با آزمایش‌های رسکورلا دربارهٔ شرطی‌شدن کلاسیک؛ بر کم‌اهمیتی مجاورت در مقایسه با پیش‌بینی‌پذیری؛ به عنوان عامل اساسی در شرطی‌شدن وسیله‌ای تأکید کردند.

## شرطی‌شدن فعال در انسان
کودکی که در هنگام خواب بدون هیچ مشکل یا عارضهٔ جسمی خاصی، صرفاً برای جلب توجه بیش از اندازهٔ والدین بداخلاقی و بدقلقی می‌کند؛ با عدم توجه والدین، دست از این رفتار خود خواهد کشید.
مثال دیگر، کودکی است که یادمی‌گیرد شیر آب گرم را ببندد؛ تا از آمدن آب داغ به وان حمام جلوگیری کند.
همچنین در کودکی که یادمی‌گیرد، حمله و خشونت نسبت به خواهر یا برادر تنبیه والدین را در پی خواهد داشت، و به این خاطر از خشونت اجتناب می‌کند. در اینجا هم شرطی‌شدن فعال مشاهده می‌شود. البته شرطی‌شدن فعال از طریق تنبیه معایبی هم دارد، از جمله آنکه فرد یادنمی‌گیرد چه کاری را انجام دهد و نتایجش به اندازهٔ ارائهٔ پاداش، قابل پیش‌بینی نیست. دیگر آنکه می‌تواند منجر به احساس نفرت از فرد تنبیه‌کننده یا موقعیتی که در آن تنبیه صورت گرفته، شده و اثرات مخرب‌تری به بار آورد.